# Alain Montwani
Alain-Kumar Montwani Marina (Andorra la Vella, 12 gennaio 1984) è un ex calciatore andorrano, di ruolo attaccante.